# Vojtech Majling
Vojtech Majling (24. března 1938, Harmanec – 3. října 2021) byl slovenský fotograf a sběratel lidové slovesnosti.

## Život
V letech 1944–1949 navštěvoval lidovou školu v Harmanci a v Banské Bystrici-Radvani, 1949–1952 studoval na Nižší střední škole a 1952–1956 na Vyšší střední škole v Banské Bystrici. Pracoval jako manipulant na poštovním úřadě v Banské Bystrici (1956–1957), manažer v podniku Zdroj Banská Bystrica (1959–1964), v obchodním domě Hron Banská Bystrica (1965–1969), jako propagační pracovník v Smrečine Banská Bystrica (1969–1983) a v obchodním domě Prior Banská Bystrica (1983–1989).
Od roku 1966 se věnoval výzkumu lidových zvyků a lidových řemesel na území celého Slovenska. Navštívil 95 slovenských obcí, zmapoval 650 lidových výrobců. Sesbíral více než 10 tisíc černobílých a barevných fotografických záběrů lidových řemeslníků, více než 100 magnetofonových pásků autentických nahrávek jejich vzpomínek. Podílel se na propagaci lidových řemesel v Banské Bystrici. V letech 1982–2001 vystavoval fotografie v Banské Bystrici a v zahraničí, přispíval do časopisů a novin, je autorem scénáře O lidových řemeslnících (STV, Košice).
V roce 1956 položil základy sportovní chůze na Slovensku, byl prvním slovenským reprezentantem v tomto sportu, je čtyřnásobným rekordmanem ve sportovní chůzi, pracoval i jako mládežnický hokejový trenér v TJ Jiskra Smrečina Banská Bystrica.